# Альбания (Гуахира)
Альбания (исп. Albania) — небольшой город и муниципалитет на северо-востоке Колумбии, на территории департамента Гуахира.

## История
Поселение, на месте которого возник город, было основано в начале XIX века и первоначально называлось Калабрасито (Calabacito). Своё современное название город получил в 1937 году, в честь Альбы, дочери тогдашнего мэра города. 27 марта 2000 года Альбании был присвоен статус муниципалитета.

## Географическое положение

Муниципалитет Альбания

Город расположен в восточной части департамента, на левом берегу реки Ранчерия, вблизи границы с Венесуэлой, на расстоянии приблизительно 723 километров к северо-северо-востоку (NNE) от столицы страны Боготы. Абсолютная высота — 89 метров над уровнем моря.

Площадь муниципалитета составляет 425 км².

## Население
По данным Национального административного департамента статистики Колумбии, совокупная численность населения города и муниципалитета в 2012 году составляла 25 018 человек.
Динамика численности населения города по годам:
| 2005   | 2006   | 2007   | 2008   | 2009   | 2010   | 2011   | 2012   |
| ------ | ------ | ------ | ------ | ------ | ------ | ------ | ------ |
| 20 815 | 21 515 | 22 121 | 22 735 | 23 314 | 23 897 | 24 468 | 25 018 |

Согласно данным переписи 2005 года мужчины составляли 51 % от населения города, женщины — соответственно 49 %. В расовом отношении белые и метисы составляли 60,2 % от населения города; индейцы — 29,8 %; негры, мулаты и райсальцы — 10 %.
Уровень грамотности среди всего населения составлял 78,9 %.

## Экономика и транспорт
47,6 % от общего числа городских и муниципальных предприятий составляют предприятия торговой сферы, 45,8 % — предприятия сферы обслуживания, 6,6 % — промышленные предприятия. К северо-востоку от города расположен аэропорт Ла-Мина.